# Cadenet
Cadenet – miejscowość i gmina we Francji, w regionie Prowansja-Alpy-Lazurowe Wybrzeże, w departamencie Vaucluse.
Według danych na rok 2006 gminę zamieszkiwały 3950 osoby, a gęstość zaludnienia wynosiła 157 osób/km² (wśród 963 gmin regionu Prowansja-Alpy-W. Lazurowe Cadenet plasuje się na 188. miejscu pod względem liczby ludności, natomiast pod względem powierzchni na miejscu 408.).